# Idioma frisón occidental
Frisio occidental, frisón occidental (autónimo: Westerlauwersk Frysk), o simplemente frisón  (Frysk) es una lengua hablada en su mayoría en la provincia de Frisia en el norte de los Países Bajos. La provincia poseía 643 000 habitantes en 2005, de los que el 94% podían entenderlo, 74% hablarlo, 75% leerlo y 27% escribirlo.

## Dialectos
No todos los dialectos son inteligibles entre sí.
- Frisón de Hindeloopen (Hylpers)
- Frisón de Schiermonnikoog (Schiermonnikoogs)
- Westlauwers–Terschellings
  - Frisón de Terschelling
  - Frisón occidental de tierra firme:
    - "Frisón de la arcilla" (Klaaifrysk), hablado la zona de praderas de arcilla y turba desde Workum hasta más allá de Leeuwarden
    - "Frisón de los bosques" (Wâldfrysk), típico de los bosques de Frisia, al sureste de la línea Workum-Heerenveen
    - Noordhoeks (Noardhoeksk) en la zona comprendida entre el mar de Frisia y la línea Engwierum-Dokkum-Birdaard
    - Zuidwesthoeks (Súdwesthoeksk) al sur de la línea Workum-Heerenveen